# Ptychobiosis iconica
Ptychobiosis iconica là một loài Trichoptera trong họ Hydrobiosidae. Chúng phân bố ở miền Australasia.